# Acrotome
Acrotome és un gènere amb dotze espècies d'angiospermes que pertany a la família Lamiaceae.

## Espècies seleccionades
| - Acrotome amboensis - Acrotome angustifolia - Acrotome belckii - Acrotome fleckii - Acrotome hispida - Acrotome inflata - Acrotome lancifolia - Acrotome mozambiquensis - Acrotome pallescens - Acrotome tenuis - Acrotome thorncroftii |